# La Roureda (Sant Pere de Vilamajor)
La Roureda és una masia al veïnat del Bruguer al sud-oest del terme de Sant Pere de Vilamajor (al Vallès Oriental) protegida com a bé cultural d'interès local. La masia inicial és del tipus II, datada del segle xvi i conreaven en un origen cereals. La masia original, encara que ha sofert alguna ampliació donat que el carener està descentrat, es desenvolupa en planta baixa, planta primera i planta sota, amb un porxo d'entrada i un cobert utilitzat com a magatzem. Les parets de càrrega són de pedra i morter de calç.
A principis del segle XX es van fer algunes ampliacions: una galeria d'arcades de mig punt de fàbrica de maó i una torre.
A l'any 2000 es va fer una ampliació per a ubicar-hi un espai per realitzar càterings.